# Економіка Західної Сахари

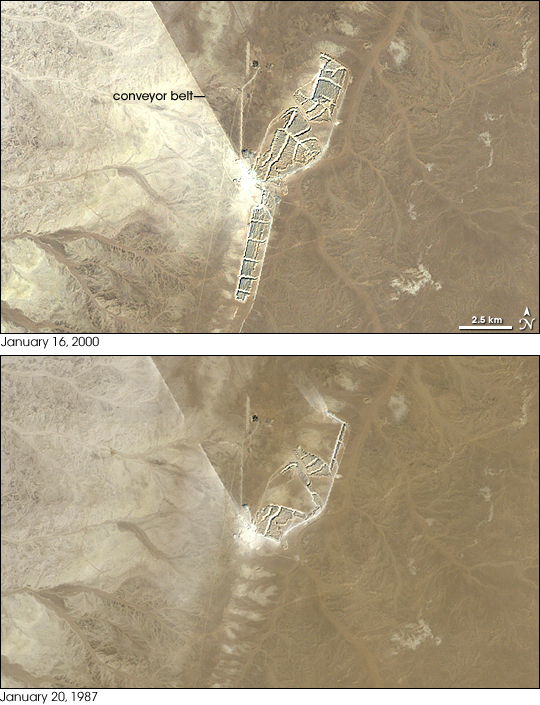
Шахта фосфатів Бу Краа в 100 кілометрах від міста Ель-Аюн, Західна Сахара. Два знімки Landsat показують зростання шахти між 1987 і 2000 роками.

Більшість території Західної Сахари - південні провінції - в даний час знаходиться під управлінням Королівства Марокко. Таким чином, більша частина економічної діяльності Західної Сахари відбувається в рамках економіки Марокко.
На території, що управляється Марокко, рибальство та видобуток фосфатів є основними джерелами доходу для населення.  На території бракує опадів для стійкого сільськогосподарського виробництва;  отже, більша частина їжі для міського населення повинна імпортуватися. Торгівля та інша економічна діяльність контролюється урядом Марокко. 
Вільна зона (територія, що управляється Полісаріо) в основному не заселена. Практично не існує економічної інфраструктури і основним видом діяльності є верблюдне скотарство. Еміграційний уряд Фронту Полісаріо також підписав контракти на розвідку нафти  але практичних робіт немає, оскільки дані зони знаходяться на контрольованій Марокко частині території. 
Ключові сільськогосподарські продукти Західної Сахари включають фрукти та овочі (вирощені в кількох оазах), а також верблюдів, овець, кіз, які утримуються кочівниками.  Договори про риболовлю та розвідку нафти, що стосуються Західної Сахари, є джерелом політичної напруженості.   

## Споживання енергії
- Електроенергія - виробництво: 0 (усі оцінки на 2015 рік) [1]
- Електроенергія - споживання: 0
- Видобуток нафти : 0 барелів за добу (0 м3/доб)
- Споживання нафти: 1 700 барелів за добу (270 м3/доб)

## Суперечки щодо природних ресурсів
Договори про риболовлю та розвідку нафти, що стосуються Західної Сахари, є джерелом політичної напруженості.    У 2015 році європейський суд визнав недійсною торгову угоду між Європейським Союзом (ЄС) та Марокко, яка стосувалася Західної Сахари, що спричинило дипломатичну реакцію з боку Марокко.  У 2018 році Європейський суд вирішив, що риболовецький договір між ЄС та урядом Марокко не включає риболовлі біля берегів Західної Сахари.  У квітні 2010 року норвезька державна компанія лосося EWOS припинила закупівлю риб'ячого жиру із Західної Сахари та Марокко (на суму близько 10 мільйонів євро щороку, і за загальною оцінкою від 12 000 до 20 000 тонн риб'ячого жиру в цілому)  за "невідповідність рекомендаціям норвезької влади". 
У 2002 році нафтові компанії Total SA та Kerr-McGee отримали контракти на розвідку нафти в регіоні.  У грудні 2004 року французька нафтова компанія Total SA вирішила не продовжувати ліцензію на Західну Сахару.  У травні 2006 року Керр-Макгі вирішили не продовжувати контракт, підписаний з владою Марокко.  Американська фірма Kosmos Energy розпочала контракт на дослідження морських територій Західної Сахари в 2013 році, що викликало критику з боку таких активістських груп, як Western Sahara Resource Watch.  Desertec, базована в Мюнхені компанія з виробництва сонячної енергії, відмовилася розміщувати завод у Західній Сахарі з "репутаційних причин". 

## Зовнішні посилання
- Економіка Західної Сахари, каталог посилань Open Directory Project
- SADR Oil and Gas exploration, licence offering [Архівовано 29 серпня 2017 у Wayback Machine.]